# Quad Cities
Quad Cities (ungefär: "fyra städer", jämför Fyrstad) är ett område bestående av fem städer i nordvästra Illinois och sydöstra Iowa, längs Mississippifloden i amerikanska Mellanvästern: Davenport och Bettendorf i Iowa, samt Rock Island, Moline och East Moline i Illinois. Området uppskattades 2013 ha totalt ca 383 781 invånare.
Quad Cities kan anses ligga i Rostbältets västra ände, och saknar gemensam stadskärna. Det har gjort området intressant för bl.a. forskare.

## Historia
Rock Island Arsenal etablerades på 1880-talet. Före Andra världskriget kallades området "Tri-Cities" och inkluderade då endast Davenport, Rock Island och Moline. I början av 1960-talet hade East Moline vuxit så pass mycket att staden började räknas till området, som fick benämningen Quad Cities. På 1970-talet hade Bettendorf vuxit, så att folk började diskutera namnet "Quint Cities" (d.v.s. syftande på fem städer). Vid denna tid hade dock namnet Quad Cities blivit inarbetat. Bettendorf har senare vuxit om East Moline beträffande invånarantalet.